# Cimmériens
Les Cimmériens sont un peuple de l'Antiquité, apparenté aux Scythes, installé en Tauride et sur le pourtour de la mer d'Azov, avant de se disséminer aux  VIIIe et VIIe siècles av. J.-C. sur tout le pourtour du Pont-Euxin, en Asie Mineure, dans les Balkans et dans le bassin du Danube.

## Étymologies
Ils sont connus en grec ancien comme Κιμμέριοι / Kimmérioi qui pourrait provenir de Κιμή / Kimế, « bout, bord, marge, rivage » : à titre d'exemple, à l'époque de Ptolémée, les Grecs appellent l'actuel Danemark Κιμϐρική χερσόνησος / Kimbrikế chersónêsos, la « péninsule du bord, les rivages des Cimbres » ; dans ce cas, leur nom signifierait « ceux du bout/bord du monde ». Mais les tablettes assyriennes mentionnent un peuple du nom de Gimirraya : il s'agit peut-être des mêmes.
Dans l'« hypothèse des Kimris », leur nom a été rapproché d'autres dénominations comme Κύμβριοι / Kúmbrioi (Cambrie) donné aux habitants de l'actuel pays de Galles, Κίμϐριοι / Kímbrioi (Cimbrioi), peuple celtique repoussé par le général romain Caius Marius près d'Aix-en-Provence, ou bien encore des cités de Kumaïri (aujourd'hui Gumri en Arménie) et de Κυμή / Kumế (Cymè en Italie), ce qui a fait supposer des liens entre les Cimmériens et ces peuples ou lieux, mais le phénomène de « polynymie » (présence d'une même dénomination ou de noms proches, pour plusieurs peuples différents) est fréquent dans l'Antiquité, comme en témoignent Hérodote et Strabon : on trouve, sans pouvoir prouver de filiation, des Albains en Italie et dans le Caucase ; des Ibères en Hispanie et dans le Caucase et aussi des Hibernes dans l'actuelle Irlande ; des Taurisques en Norique (actuelle Autriche) et en Tauride (actuelle Ukraine) ; des Vénètes en Armorique, en Italie du nord et en Germanie (Wendes) ; des Volques en plusieurs endroits de l'Europe occidentale et centrale, etc. On pourrait multiplier les exemples ; dans la plupart des cas, il s'agit d'hellénisation ou de latinisation tardive des noms de peuples ou de lieux initialement différents, et provenant de langues très variées, aboutissant à des ethnonymes grecs ou latins très proches phonétiquement, qui, à l'origine, n'entretenaient pas de rapports sémantiques, donc ethniques. Par exemple, le nom du pays de Galles Cymru (latinisé en Cumbria) et des gallois est d'origine celtique *com-brogi signifiant « du même pays, compatriote », d'un terme du celtique insulaire *mrogi- « frontière, marche », apparenté au proto-germanique *marka (vieux bas francique *marka > marche « frontière »). *Mrogi- s'est labialisé en *brogi (ancien gallois et breton *brogā > gallois, breton bro « territoire, pays ») semblable au gaulois brog(i)- « territoire, région, frontière, marche » cf. breuil du dérivé *brogilos).

## Histoire

### Des sources fragmentaires

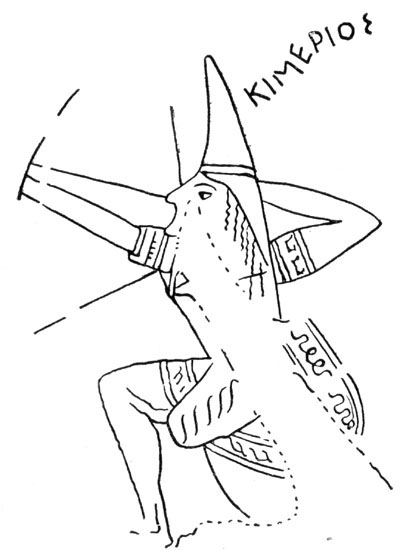
Représentation d'un archer cimmérien sur un vase grec,

Les Cimmériens étaient un peuple cavalier nomade initialement signalé dans la steppe pontique, au nord du Pont Euxin (aujourd'hui la mer Noire), comme ce sera aussi le cas, après eux et successivement, des Scythes, des Sarmates, des Iazyges, des Roxolans, des Alains, des Huns, des Avars, des Bulgares, des Magyars, ainsi que de nombreux peuples turcs (Khazars, Petchénègues, Kiptchaks, Tatars, etc.). Les Cimmériens étant les plus anciennement mentionnés, les sources écrites (des passages d'Hérodote et de Strabon, des tablettes assyriennes, etc.) sont très succinctes. 
On a rapproché ce peuple des civilisations néolithiques pontiques révélées dans le même périmètre géographique par les fouilles archéologiques : nous sommes là bien plus dans la protohistoire que dans l'histoire, et on ignore presque tout de leur vie religieuse, sur laquelle les renseignements ne proviennent que des tumulus funéraires, contenant des représentations de déités anthropozoomorphes, centaures, chimères, dragons ourobores. Ces artefacts montrent des ressemblances avec ceux des cultures de Sintachte et de Srubna en Europe orientale, et avec la culture de Novotcherkassk dans l'actuelle Russie méridionale. Si l'origine des Cimmériens n'est pas encore totalement élucidée, leurs habitudes funéraires, dont la position des défunts, semblent les ranger plutôt du côté des Celtes[réf. nécessaire]. Leur localisation géographique les placeraient vraisemblablement sous la culture de Kemi Oba, ainsi que sous la culture de Maïkop et ultimement de la culture de Sredny Stog, ils auraient toutefois été assimilés aux Scythes (émergeant de la culture Yamna) durant l'âge du fer, une analyse que rejoignent les données génétiques recueillies à ce jour. Les recherches linguistiques pourraient apporter quelques données complémentaires sur leurs apparentements.

### Les Cimmériens de Chersonèse
Dans l'Antiquité, la Chersonèse (« presqu'île » en grec) désigne la Crimée. Les Cimmériens s'y sont installés vraisemblablement dès 1200 av. J.-C., dans le territoire qu'Hérodote appelle le « Bosphore cimmérien ». Vers 700 av. J.-C., les peuples cavaliers de la steppe subissent la crise climatique de cette période dite Subatlantique, et les Cimmériens sont soumis à la pression des Scythes, eux-mêmes dépendants de celle des Massagètes. La noblesse cimmérienne tente de leur résister, mais le peuple finit par se disperser, une partie se dirigeant vers le centre de l'Europe, une autre vers l'Anatolie. Hérodote rapporte qu'il subsistait encore des murs cimmériens dans le pays des Scythes, et qu'une région porte le nom de Cimmérie : ce serait la Crimée. La principale différence connue entre Cimmériens et Scythes concerne l'art, dominé par des symboles géométriques chez les Cimmériens tandis que l'art des Scythes est surtout zoomorphe.

### Les Cimmériens du Proche-Orient

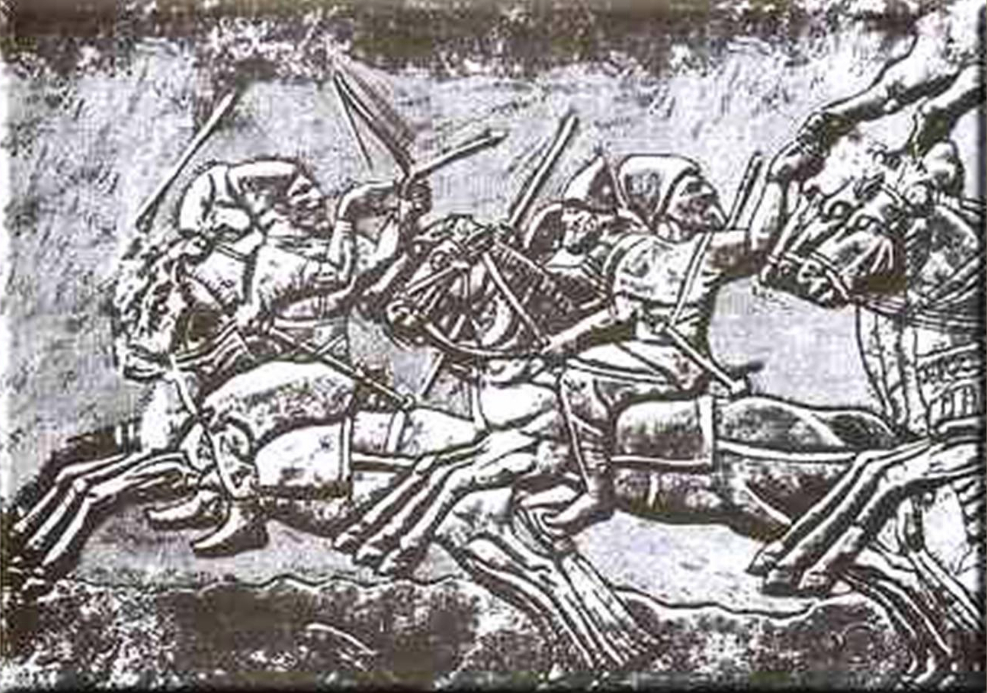
Cavaliers cimmériens sur un bas-relief assyrien.

Vraisemblablement en raison du climat de la période dite Subatlantique, les Grecs de l'Antiquité les disaient « Peuples de la Nuit ». Homère écrit que leur pays est « couvert de nuées et de brumes » que « les rayons du soleil ne percent jamais » : Éphore de Cymé rattache cette légende de nuit éternelle à leurs habitations dans des grottes reliées par de longues galeries creusées dans la roche volcanique. On a corrélé la période Subatlantique à des éruptions massives en Islande, avec injection dans l'atmosphère de cendres cachant le Soleil durant plusieurs années, et dépôt éolien de ces mêmes cendres, que l'on retrouve intercalées entre les strates de lœss. Probablement victimes de la mort de leurs troupeaux et de mauvaises récoltes, les Cimmériens n'auraient eu alors d'autre choix que de se porter vers des régions plus méridionales, moins touchées par les perturbations climatiques.
Vers 708 av. J.-C., ils franchissent le Bosphore et/ou le Caucase et établissent une colonie dans la région de Sinope. Ils vivent alors de piraterie et de pillage, et poursuivent leur progression jusqu'à l'Assyrie. Ils commencent par s'attaquer au royaume d'Urartu, dans la région du lac d'Ourmia. Le roi Rusa Ier, puis son fils Argishti II, ne parviennent pas à les contenir, et subissent de lourdes défaites. Les Cimmériens sont alors crédités dans toute la région d'une réputation de redoutables guerriers.
Arrêtés en Cappadoce par Assarhaddon en 679 av. J.-C. (ou -695), ils se dirigent vers le royaume de Phrygie, où ils battent le roi Midas, puis vers la Lydie, où ils livrent bataille vers 660 av. J.-C. contre le roi Gygès, qui doit demander l'aide d'Assurbanipal, dont la mort en 644 av. J.-C. leur laisse le champ libre. Les Cimmériens envahissent alors le pays, mettent à sac la ville de Sardes et dévastent la campagne. Entre 650 et 630 av. J.-C., ils sont signalés en Cappadoce, en Cilicie et dans le Pont.
Après la mort du roi des Cimmériens Lygdamis, vers 620 av. J.-C., ce peuple se montre moins belliqueux. Selon les auteurs grecs, le roi lydien Alyatte II chassa les envahisseurs, et mit un terme définitif à la menace cimmérienne vers 610 av. J.-C..
On retrouve encore des Cimmériens plus tardivement durant l'Antiquité. En 14 av. J.-C., le général romain Marcus Vipsanius Agrippa, principal collaborateur de l'empereur Auguste, protège ceux qui sont installés en Crimée d'une attaque d'un descendant de Mithridate VI.

## Les Cimmériens dans la littérature
Évocations par ordre chronologique :
- Homère (VIIIe siècle av. J.-C.) évoque les Cimmériens, au chant XI, v.14, de l'Odyssée, lorsqu'Ulysse se rend aux Enfers : « Là, les Cimmériens ont leurs pays et leur ville. Ce peuple vit couvert de nuées et de brumes, que jamais n’ont percées les rayons du soleil, ni durant sa montée vers les astres du ciel, ni quand, du firmament, il revient à la terre : sur ces mortels infortunés, pèse une nuit de mort. »
- Selon Étienne de la Boétie (XVIe siècle) dans son Discours de la servitude volontaire, les Cimmériens vivent aux pôles car ils sont six mois dans l'obscurité complète : « comme le dit Homère de celui des Cimmériens, où le soleil se montre tout différent qu’à nous, où après les avoir éclairés pendant six mois consécutifs, il les laisse dans l’obscurité durant les six autres mois ».
- Dans sa fameuse « Prière sur l'Acropole » (Souvenirs d'enfance et de jeunesse publié en 1883), Ernest Renan évoque les Cimmériens : « Je suis né, déesse aux yeux bleus, de parents barbares, chez les Cimmériens bons et vertueux qui habitent au bord d'une mer sombre, hérissée de rochers, toujours battue par les orages. On y connaît à peine le soleil ; les fleurs sont les mousses marines, les algues et les coquillages coloriés qu'on trouve au fond des baies solitaires. Les nuages y paraissent sans couleur, et la joie même y est un peu triste ; mais des fontaines d'eau froide y sortent du rocher, et les yeux des jeunes filles y sont comme ces vertes fontaines où, sur des fonds d'herbes ondulées, se mire le ciel. »
- Le personnage de fiction nommé Conan est identifié comme « cimmérien » dans la série de récits de Robert Ervin Howard (1906-1936), dont une adaptation est portée à l'écran dans les années 1980 avec l'acteur Arnold Schwarzenegger dans le rôle principal. L'univers dépeint par Howard est une époque antédiluvienne qu'il dénomme Âge Hyborien, où les Cimmériens sont présentés comme descendants des Atlantes et ancêtres des Celtes.
- Une littérature et une langue cimmériennes fictives sont évoquées dans le roman d'Italo Calvino, publié en italien en 1979 puis traduit et publié en français en 1981 Si par une nuit d'hiver un voyageur.
- L'Américain Herbert W. Armstrong (en) , fondateur de la secte « Église universelle de Dieu », considère dans son livre Les Anglo-Saxons selon la Prophétie (1982, 196 p.)[14] que les Cimmériens ne sont autres que les fameuses dix tribus perdues déportées vers le nord par les Assyriens au VIIIe siècle avant notre ère.
- Les Cimmériens sont également décrits comme un peuple guerrier, des barbares envahisseurs « prêts à croiser le fer » dans la chanson La Tribu de Dana du groupe de rap français Manau (mai 1998).
- Les Cimmériens sont présentés comme l'un des trois peuples composant l'armée scythe appelée "la horde des vivants" aux côtés des Sarmates et des Callipides dans la bande-dessinée Reconquêtes de Sylvain Runberg et François Miville-Deschênes publiée en 4 tomes entre 2011 et 2016.

#### Sources antiques
- Hérodote, Histoires [détail des éditions] [lire en ligne]
- Strabon, Géographie [détail des éditions] [lire en ligne]

#### Travaux récents
- Iaroslav Lebedynsky, Les Cimmériens : les premiers nomades des steppes européennes, IXe – VIIe siècle av. J.-C., Errance, 2004.
- Askold Ivantchik, Les Cimmériens au Proche-Orient, Orbis Biblicus et Orientalis, 1993.
- Notes sur Homère, Odyssée [détail des éditions] [lire en ligne], d'après Robert Flacelière (1993).